# Natalja Wladimirowna Komarowa

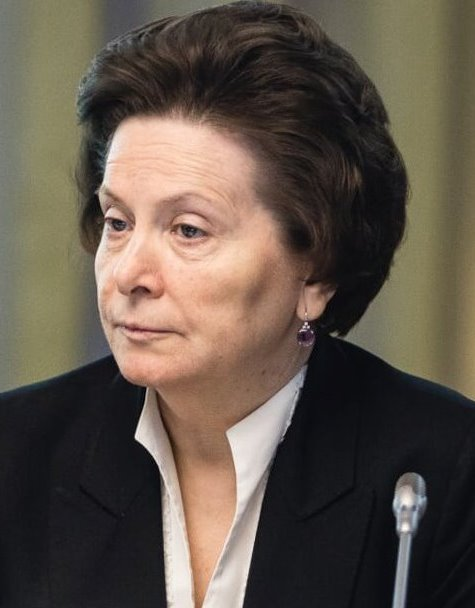
Natalja Komarowa (2018)

Natalja Wladimirowna Komarowa (russisch Наталья Владимировна Комарова; * 21. Oktober 1955 in Jaswo, Oblast Pskow, Sowjetunion) ist eine russische Politikerin und seit dem 1. März 2010 Gouverneurin des Autonomen Kreises der Chanten und Mansen (Jugra). Ende Mai trat sie zurück, da sie ein anderes Amt antrete. Zu ihrem Nachfolger wurde der bisherige Bürgermeister der Stadt Tjumen, Ruslan Kucharuk, bestimmt.

## Leben
Nach ihrem Schulabschluss in der Oblast Pskow studierte Komarowa am Institut für Montanindustrie und Metallurgie im ukrainischen Kommunarsk und schloss dort 1978 das Studium des Wirtschaftsingenieurwesens ab. Die ersten zwei Jahre nach dem Studium arbeitete sie als Technikerin bei einer Metallfabrik in Kommunarsk (heute Altschewsk, Ukraine), 1980 wechselte sie in den nordrussischen Autonomen Kreis der Jamal-Nenzen, wo sie bis 1988 als Wirtschaftsexpertin beim Verwaltungsapparat der Stadt Nowy Urengoi tätig war. Es folgte von 1988 bis 1992 eine Tätigkeit als lokale Volksdeputierte in Nowy Urengoi, anschließend hatte Komarowa dort das Amt der ersten Vizechefin der Stadtverwaltung ausgeübt, bis sie 1994 schließlich zum Stadtoberhaupt ernannt wurde. Bei den Stadtoberhauptwahlen im Jahr 1997 wurde sie in diesem Amt bestätigt. Komarowa bekleidete das Bürgermeisteramt in Nowy Urengoi bis Oktober 2000, gleichzeitig betätigte sie sich als Dozentin an der Zweigstelle der Tjumener Öl- und Gasuniversität in Nowy Urengoi. 2000 bis 2001 war sie stellvertretende Gouverneurin des Jamal-Nenzen-Kreises. Im Dezember 2001 wurde sie bei einer außerplanmäßigen Wahl als Abgeordnete der russischen Staatsduma für den Kreis gewählt, nachdem Wiktor Tschernomyrdin, der bisherige Kreisabgeordnete, als Botschafter in die Ukraine gewechselt hatte. Bei den regulären Dumawahlen im Dezember 2003 und im Dezember 2007 kandidierte Komarowa als Einiges-Russland-Abgeordnete und wurde beide Male gewählt.
Für das Amt des Gouverneurs des Autonomen Kreises der Chanten und Mansen (Jugra) wurde Komarowa am 8. Februar 2010 vom Präsidenten Medwedew dem Kreisparlament vorgeschlagen und konnte sich dort einstimmig gegen den bisherigen Gouverneur Alexander Filipenko und zwei weitere Kandidaten durchsetzen. Am 1. März 2010 wurde sie ins Amt eingeführt; die aktuelle Legislaturperiode läuft bis 2015.
Als Dumaabgeordnete ist Komarowa gegenwärtig Vorsitzende des Dumakomitees für Rohstoffe, Natur und Umweltschutz. 2006 war sie einer der Mitinitiatoren des neuen russischen Waldkodex, der die Rolle des Staates bei der Regulierung der Forstwirtschaft und beim Brandschutz erheblich reduziert und im Wesentlichen auf Pächter und Regionalverwaltungen überträgt. Diese Gesetzesänderung geriet insbesondere im Sommer 2010 öffentlich in die Kritik, da sie als eine der Ursachen für die massive Ausbreitung der Wald- und Torfbrände in mehreren Regionen Zentralrusslands angesehen wird.
Natalja Komarowa ist verheiratet und hat zwei Töchter.